# 프로페인다이올-인산 탈수소효소
프로페인다이올-인산 탈수소효소(영어: propanediol-phosphate dehydrogenase) (EC 1.1.1.7)는 다음과 같은 화학 반응을 촉매하는 효소이다.
프로페인-1,2-다이올 1-인산 + NAD+ {\displaystyle \rightleftharpoons } 하이드록시아세톤 인산 + NADH + H+
프로페인다이올-인산 탈수소효소의 2가지 기질은 프로페인-1,2-다이올 1-인산, NAD+이며, 3가지 생성물은 하이드록시아세톤 인산, NADH, H+이다.
프로페인다이올-인산 탈수소효소는 산화환원효소 부류에 속하며, 특히 공여체가 CH-OH기이며 수용체가 NAD+ 또는 NADP+인 효소에 속한다.

## 명명법
프로페인다이올-인산 탈수소효소의 계통명은 프로페인-1,2-다이올-1-인산:NAD+ 산화환원효소(영어: propane-1,2-diol-1-phosphate:NAD+ oxidoreductase)이다.
다음은 일반적으로 사용되는 다른 이름들이다.
- PDP 탈수소효소(영어: PDP dehydrogenase)
- 1,2-프로페인다이올-1-인산:NAD+ 산화환원효소(영어: 1,2-propanediol-1-phosphate:NAD+ oxidoreductase)
- 프로페인다이올 인산 탈수소효소(영어: propanediol phosphate dehydrogenase)

## 같이 보기
- 탈수소효소
- 산화환원효소

## 참고 문헌
- Sellinger OZ, Miller ON (July 1959). “The metabolism of acetol phosphate. II. 1,2-Propanediol-1-phosphate dehydrogenase”. 《The Journal of Biological Chemistry》 234 (7): 1641–6. PMID 13672935.